# Carry On (album)
Pour les articles homonymes, voir Carry On.
Albums de Chris Cornell
Euphoria Morning
(1999) Scream
(2009)
Singles
1. You Know My Name
Sortie : 13 novembre 2006
2. No Such Thing
Sortie : 1er mai 2007
3. Arms Around Your Love
Sortie : 21 mai 2007
4. She'll Never Be Your Man
Sortie : 22 mai 2007

Carry On est le deuxième album studio du chanteur et musicien américain Chris Cornell, sorti le 5 juin 2007.
Il se classe n°17 au Billboard 200 la semaine de sa sortie.

## Titres
You Know My Name est écrit pour le film Casino Royale de Martin Campbell. 
Disappearing Act est écrit pour le film Bug de William Friedkin avec Ashley Judd et Michael Shannon. 
A propos de sa reprise de Billie Jean de Michael Jackson : « J'ai aimé «Billie Jean» parce qu'il contenait cette petite ligne de clavier, que je pensais pouvoir transformer en ligne de guitare électrique. Et c'était vraiment horrible et embarrassant. Quand j'ai commencé à lire les paroles, j'ai réalisé que c'était une complainte, pas un morceau de dance. Son moon walk et la vidéo, tout comme la ligne de basse et le rythme, ont pris le pas sur le sens. Les paroles sont brillantes, et la façon dont les paroles sont assemblées. L’histoire ne vous est pas nourrie à la cuillère, elle est poétique ».

## Liste des titres
| No  | Titre                    | Durée |
| --- | ------------------------ | ----- |
| 1.  | Today                    | 3:03  |
| 2.  | Poison Eye               | 3:57  |
| 3.  | Arms Around Your Love    | 3:34  |
| 4.  | Safe And Sound           | 4:16  |
| 5.  | She'll Never Be Your Man | 3:24  |
| 6.  | Ghosts                   | 3:51  |
| 7.  | Killing Birds            | 3:38  |
| 8.  | Billie Jean              | 4:41  |
| 9.  | Scar On The Sky          | 3:40  |
| 10. | Your Soul Today          | 3:27  |
| 11. | Finally Forever          | 3:37  |
| 12. | Silence The Voices       | 4:27  |
| 13. | Disappearing Act         | 4:33  |
| 14. | You Know My Name         | 4:01  |

## Bonus
| No | Titre                                                                    | Durée |
| -- | ------------------------------------------------------------------------ | ----- |
| 1. | No Such Thing                                                            | 3:44  |
| 2. | Roads We Choose (UK & Japanese bonus track)                              | 3:51  |
| 3. | Thank You (Live from Stockholm. Japanese bonus track)                    | 3:34  |
| 4. | Call Me a Dog (Live from Stockholm. Target digital download bonus track) | 4:16  |

## Distinctions

### Récompenses
- Satellite Awards 2006 : meilleure chanson originale pour You Know My Name
- World Soundtrack Awards 2007 : Meilleure chanson originale pour You Know My Name

### Nomination
- Grammy Awards 2008 : Meilleure chanson écrite pour le cinéma, la télévision ou un autre média visuel pour You Know My Name[9]